# Natació en aigües obertes al Campionat del Món de natació de 2015 – 25 km masculí

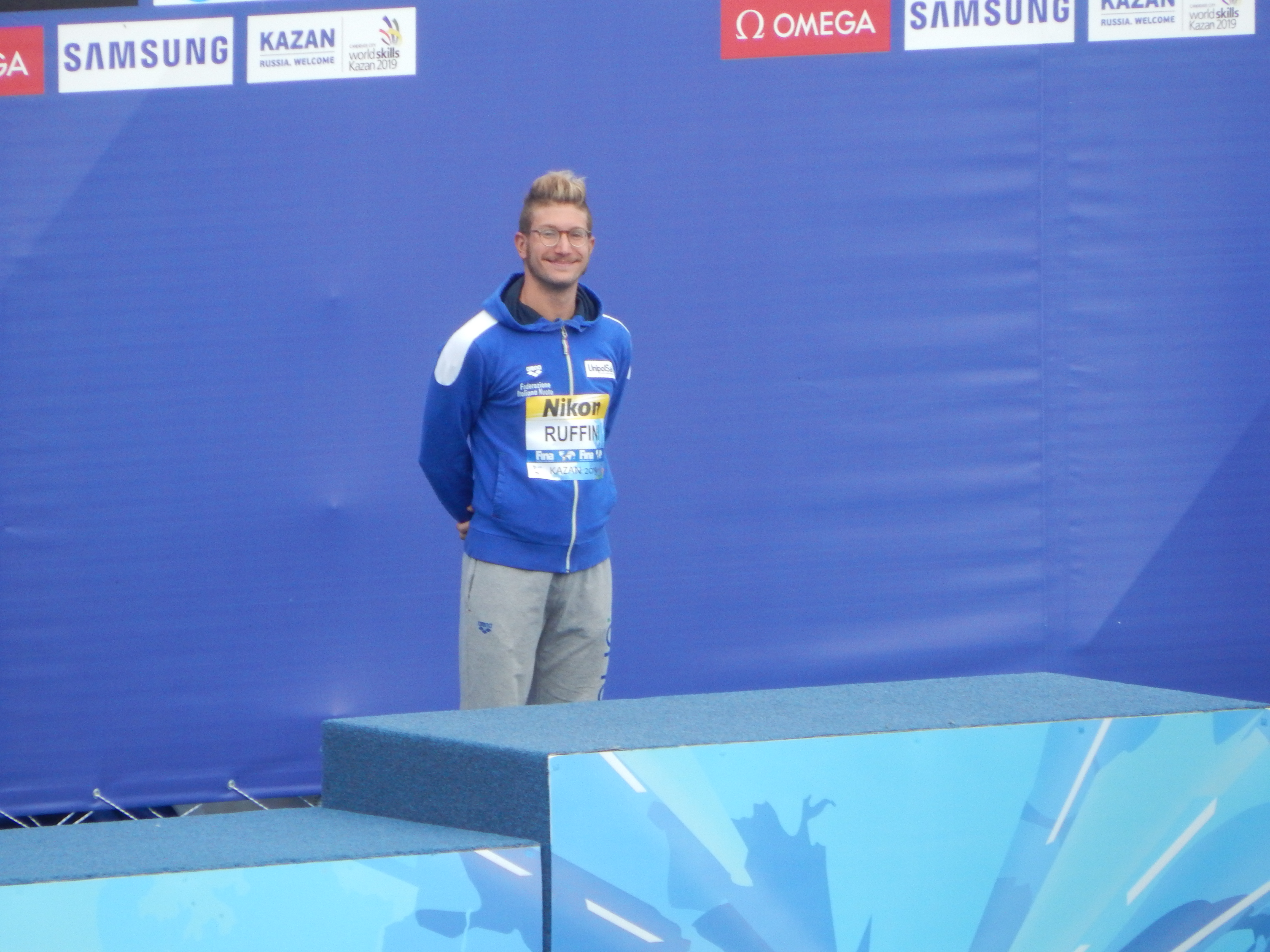
Imatge de l'italià Simone Ruffini, guanyador de la medalla d'or en aquesta prova.

La prova dels 25 km masculí al Campionat del Món de natació de 2015 se celebrà a Rússia l'1 d'agost.

## Resultats
La cursa va començar a les 8:00.
| Posició | Nedador              | País               | Temps     |
| ------- | -------------------- | ------------------ | --------- |
| 1       | Simone Ruffini       | Itàlia             | 4:53:10.7 |
| 2       | Alex Meyer           | Estats Units       | 4:53:15.1 |
| 3       | Matteo Furlan        | Itàlia             | 4:54:38.0 |
| 4       | Axel Reymond         | França             | 4:55:55.8 |
| 5       | Erwin Maldonado      | Veneçuela          | 4:56:00.4 |
| 6       | Sam Sheppard         | Austràlia          | 4:56:22.9 |
| 7       | Santiago Enderica    | Equador            | 4:56:59.4 |
| 8       | Evgeny Drattsev      | Rússia             | 4:57:11.9 |
| 9       | Alexander Studzinski | Alemanya           | 4:59:11.9 |
| 10      | David Heron          | Estats Units       | 5:00:11.5 |
| 11      | Andreas Waschburger  | Alemanya           | 5:00:19.2 |
| 12      | Yuval Safra          | Israel             | 5:02:52.9 |
| 13      | Vitaliy Khudyakov    | Kazakhstan         | 5:03:16.3 |
| 14      | Evgenij Pop Acev     | Macedònia del Nord | 5:04:43.4 |
| 15      | Matěj Kozubek        | Txèquia            | 5:05:22.3 |
| 16      | Allan do Carmo       | Brasil             | 5:06:27.9 |
| 17      | Jarrod Poort         | Austràlia          | 5:07:44.5 |
| 18      | Diogo Villarinho     | Brasil             | 5:11:04.2 |
| 19      | Vít Ingeduld         | Txèquia            | 5:13:11.0 |
| 20      | Dániel Székelyi      | Hongria            | 5:15:03.4 |
| 21      | Roman Karyakin       | Rússia             | 5:15:53.8 |
| 22      | Ye Qianpeng          | R.P. de la Xina    | 5:19:01.5 |
| 23      | Nico Manoussakis     | Sud-àfrica         | 5:20:47.2 |
| 24      | Saleh Mohammad       | Síria              | 5:31:21.1 |
|         | Marc-Antoine Olivier | França             | DNF       |
|         | Haythem Abdelkhalek  | Tunísia            | DNF       |
|         | Shahar Resman        | Israel             | DNF       |
|         | Marcel Schouten      | Països Baixos      | DNF       |
|         | Christopher Bryan    | Irlanda            | DNF       |
|         | Guillermo Bertola    | Argentina          | DNF       |
|         | Zhang Zibin          | R.P. de la Xina    | DNF       |
|         | Gabriel Villagoiz    | Argentina          | DNF       |